# Michael Langer (Fußballspieler)
Michael Langer (* 6. Jänner 1985 in Bregenz, Vorarlberg) ist ein ehemaliger österreichischer Fußballspieler auf der Position eines Torwarts.

## Karriere
Langer gehörte seit der Fußball-Bundesliga-Saison 2006/07 bis Ende 2007 als Ersatztorhüter der Profimannschaft des VfB Stuttgart an. In den Jahren 2004 bis 2007 bestritt er 28 Spiele für die Amateurmannschaft der Stuttgarter.
Sein Bundesliga-Debüt gab Michael Langer am 10. März 2007 im Heimspiel gegen den VfL Wolfsburg, als er für den grippekranken Timo Hildebrand im Tor stand. Das Spiel endete 0:0.
Nachdem Langer sich sowohl gegen Hildebrand, als auch gegen dessen Nachfolger Raphael Schäfer beim VfB nicht durchsetzen konnte, wechselte er am 2. Jänner 2008 zum SC Freiburg. Bei den Breisgauern unterzeichnete er einen bis Ende Juni 2011 gültigen Vertrag.
Anfang November 2009 absolvierte Langer ein 3-tägiges Probetraining in der Premier League bei Manchester United und trainierte dort mit der Profimannschaft. Mitte Dezember absolvierte er auch ein Probetraining bei dem englischen Zweitligisten Ipswich Town. Langer absolvierte ab dem 21. Jänner 2010 für mehrere Tage Probetrainingseinheiten bei dem ungarischen Erstligisten Debreceni VSC.
Zur Saison 2010/11 wechselte Langer zum Zweitligisten FSV Frankfurt, wo er einen Vertrag bis 2012 unterschrieb. Dort war er Ersatztorhüter hinter Patric Klandt, gelegentlich stand er auch für die U-23-Vertretung des FSV in der Regionalliga Süd im Tor. Sein Debüt in der ersten Mannschaft gab er am 30. Spieltag im Heimspiel gegen 1860 München (2:1), als Trainer Hans-Jürgen Boysen ihn anstelle des in den Spielen zuvor unsicheren Stammtorhüters Klandt aufstellte. Langer absolvierte die letzten fünf Saisonspiele des FSV. In der darauf folgenden Zweitligasaison stand allerdings wieder Klandt im Tor der Bornheimer, so dass Langer lediglich bei den beiden Auftritten des FSV im DFB-Pokal zum Einsatz kam.
Im Sommer 2012 unterschrieb Langer bei Zweitliga-Aufsteiger SV Sandhausen einen Vertrag bis zum 30. Juni 2014, der auch für die 3. Liga Gültigkeit besaß. Nachdem er in der Zweitliga-Saison 2013/14 zu keinem Einsatz kam, und auch nur noch vierter Torwart des Vereins war, wechselte er im April 2014 zu Vålerenga Oslo, wo er einen Vertrag bis zum Ende der laufenden norwegischen Erstligasaison erhielt, der dann bis Dezember 2015 verlängert wurde.
Am 1. Februar 2016 unterzeichnete Langer einen Vertrag bei dem US-amerikanischen North-American-Soccer-League-Franchise Tampa Bay Rowdies. Nach nur einem halben Jahr kehrte er nach Europa zurück und schloss sich im Juli 2016 dem amtierenden schwedischen Meister IFK Norrköping an, bei dem der 31-jährige einen Ein-Jahres-Vertrag unterzeichnete. Bereits zwei Tage später saß er beim Saisonspiel gegen Gefle IF als Ersatzmann für Andreas Vaikla auf der Auswechselbank, im weiteren Saisonverlauf etablierte er sich als Stammtorhüter und bestritt bis zum Ende der Spielzeit 2016 13 Meisterschaftsspiele. Auch in der folgenden Spielzeit war er unter Trainer Jens Gustafsson die Nummer eins des schwedischen Vereins und bestritt bis Mitte Juli 2017 alle 15 Ligaspiele. Dennoch konnten sich Verein und Spieler nicht auf eine Verlängerung des auslaufenden Kontraktes einigen.
Am 4. August 2017 unterschrieb Langer einen Zweijahresvertrag beim deutschen Bundesligisten FC Schalke 04, der im Frühjahr 2019 bis zum 30. Juni 2021 verlängert wurde.
Sein Debüt für Schalke 04 gab er am 6. Dezember 2020, dem 10. Spieltag der Bundesliga-Saison 2020/21, im Heimspiel gegen Bayer Leverkusen, bei dem er für die wegen Verletzungen nicht im Kader stehenden Torhüter Rönnow und Fährmann in der Startelf stand. Das Spiel endete 0:3. Im Mai 2021 wurde sein Vertrag bei Schalke bis zum 30. Juni 2022 verlängert. Eine weitere Vertragsverlängerung um ein Jahr folgte dann im Juni 2022 bis zum Ende der Saison 2022/23, eine weitere einjährige Verlängerung im Juni 2023 sowie wiederum im Juni 2024 für seine achte Saison beim Verein, nachdem Langer zunächst zum vorherigen Saisonende verabschiedet worden war. Im Sommer 2025 verließ er den Verein endgültig und beendete seine Karriere.

## Erfolge

### VfB Stuttgart
- Deutscher Meister: 2007

### SC Freiburg
- Deutscher Zweitligameister: 2009

### FC Schalke 04
- Deutscher Vize-Meister: 2017/18
- Deutscher Zweitligameister: 2021/22